# Annie Laurie Gaylor
Annie Laurie Gaylor, född 2 november 1955, är en amerikansk feminist, ateist och författare. Hon är medgrundare av Freedom From Religion Foundation (FFRF) och var tidigare redaktör för organisationens tidning.

## Biografi
Annie Laurie Gaylor föddes år 1955. Hon avlade år 1980 examen vid University of Wisconsin–Madison.
Tillsammans med sin mor, Anne Nicol Gaylor (1926–2015), grundade Gaylor år 1978 Freedom From Religion Foundation, som är en sammanslutning för ateister och agnostiker.
År 2010 mottog Gaylor Humanitarian Heroine award av American Humanist Association.